# Bolang (Tirtajaya)
Bolang is een bestuurslaag in het regentschap Karawang van de provincie West-Java, Indonesië. Bolang telt 4700 inwoners (volkstelling 2010).